# Dalworthington Gardens
Dalworthington Gardens è un comune (city) degli Stati Uniti d'America della contea di Tarrant nello Stato del Texas. La popolazione era di 2 259 abitanti al censimento del 2010.

## Geografia fisica
Dalworthington Gardens è situata a 32°41′48″N 97°09′21″W (32.696633, -97.155705).
Secondo lo United States Census Bureau, la città ha una superficie totale di 4,67 km², dei quali 4,58 km² di territorio e 0,09 km² di acque interne (1,94% del totale).
Il confine settentrionale della città è adiacente a Pantego; entrambe le città sono completamente circondate dalla città di Arlington.

## Società

### Evoluzione demografica
Secondo il censimento del 2010, la popolazione era di 2 259 abitanti.

### Etnie e minoranze straniere
Secondo il censimento del 2010, la composizione etnica della città era formata dall'80,88% di bianchi, il 7,57% di afroamericani, lo 0,71% di nativi americani, il 5,14% di asiatici, lo 0% di oceanici, l'1,59% di altre razze, e il 4,12% di due o più etnie. Ispanici o latinos di qualunque razza erano il 6,68% della popolazione.